# (16369) 1981 DJ
A (16369) 1981 DJ a Naprendszer kisbolygóövében található aszteroida. Schelte J. Bus fedezte fel 1981. február 28-án.